# 重唱
重唱（じゅうしょう）は西洋音楽で用いられる用語で、2人以上の歌手がそれぞれ1人ずつ別の声部（パート）を歌うことをいう。伴奏を伴う場合を含む。
これに対し、ひとりだけが歌う場合を独唱、2人以上の歌手が同じ旋律を歌うことを斉唱、2つ以上のパートをそれぞれ複数の歌い手が歌う場合を合唱という。また、2人以上の奏者が楽器でそれぞれ別のパートを演奏することを重奏という。二重唱あるいは二重奏は共にデュエットと呼ばれる。
重唱は、それぞれの歌手が同じ歌詞を歌う場合もある。またそれぞれ異なる歌詞を歌うこともあり、その場合は会話のように掛け合うこともある。オペラのような劇音楽など物語性のある作品では、通常の会話から重唱に仕立てられていることも多く、物語の進行上重要な部分を担う。